# Shariful Haque Dalim
Pour les articles homonymes, voir Haque.
Shariful Haque Dalim, né en 1946 est un ancien combattant décoré de la guerre de libération du Bangladesh et ambassadeur du Bangladesh. Il a également été condamné pour son rôle dans l'assassinat du Sheikh Mujibur Rahman, le père fondateur du pays, en 1975.

## Carrière
Dalim avait rejoint l'armée pakistanaise et quand la guerre de libération du Bangladesh a commencé, il a rejoint les Mukti Bahini. En 1974, il a été affecté aux Lanciers du Bengale. Cette année-là, alors qu'il assistait au mariage de son cousin, lui et sa femme Nimmi ont été enlevés par Gazi Golam Mostafa, le président de l'unité de Dhaka de la Ligue Awami. Il a été emmené au siège de Jatiya Rakkhi Bahini. Certains soldats de l'unité de lancement ont ensuite attaqué la maison de Gazi Golam Mostafa. Dalim a appelé Sheikh Mujib pour de l'aide, mais ce dernier n'est pas intervenu dans cette affaire. Dalim s'est rendu en Angleterre pour un traitement et est retourné à son poste à au cantonnement de Comilla. Il a perdu sa commission après avoir été accusé de manquement à la discipline.

## Assassinat
Avec quelques autres officiers de l'armée bangladaise, dont le major Syed Faruque Rahman et Khandaker Abdur Rashid, il a planifié un coup d'état qui a eu lieu le 15 août 1975. On lui a demandé de diriger l'attaque contre la maison du président Sheikh Mujib, mais il a refusé de le faire. Il est alors chargé du 2e Régiment d'artillerie de campagne. L'assassinat du cheikh Mujib a eu lieu pendant le coup d'État. Il a pris le contrôle de la station de radio Bangladesh Betar et a fait une annonce. Il a dit : « Je suis le major Dalim à l'appareil ; l'autocrate Sheikh Mujib a été tué. L'armée dirigée par Khandaker Mushtaque Ahmed a pris le pouvoir. Le couvre-feu a été déclaré. ». Le coup d'État a fait de Khondaker Mostaq le nouveau président et il a proclamé la loi martiale et a adopté l'Ordonnance de 1975 sur l'immunité, qui protégeait juridiquement les personnes impliquées dans le coup d'État. Il a été réintégré dans l'armée et promu.
Dalim a été renvoyé de l'armée. En 1996, le gouvernement de la Ligue Awami, dirigé par Sheikh Hasina, la fille du président assassiné, a entamé des poursuites dans cette affaire. Dalim, qui s'est enfui, comme d'autres dont Rashed Chowdhury, vit au Pakistan et possède un passeport kenyan et a des intérêts commerciaux en Afrique. Il a été condamné à mort par contumace le 30 avril 2001. Il a actuellement un mandat d'Interpol contre lui.